# Grupa Bilderberg
Grupa Bilderberg lub Klub Bilderberg – międzynarodowe stowarzyszenie osób ze świata polityki i gospodarki organizujące coroczne spotkania, na które zapraszanych jest od 120 do 150 osób złożonych z najwyższej rangi polityków (premierów, ministrów, przedstawicieli monarchii), członków zarządów wielkich instytucji międzynarodowych, znaczących fundacji, banków i korporacji o globalnym zasięgu i wpływie. Podczas spotkań za zamkniętymi drzwiami omawiane są najważniejsze w danym czasie dla świata sprawy dotyczące bezpieczeństwa, polityki i gospodarki.

## Historia

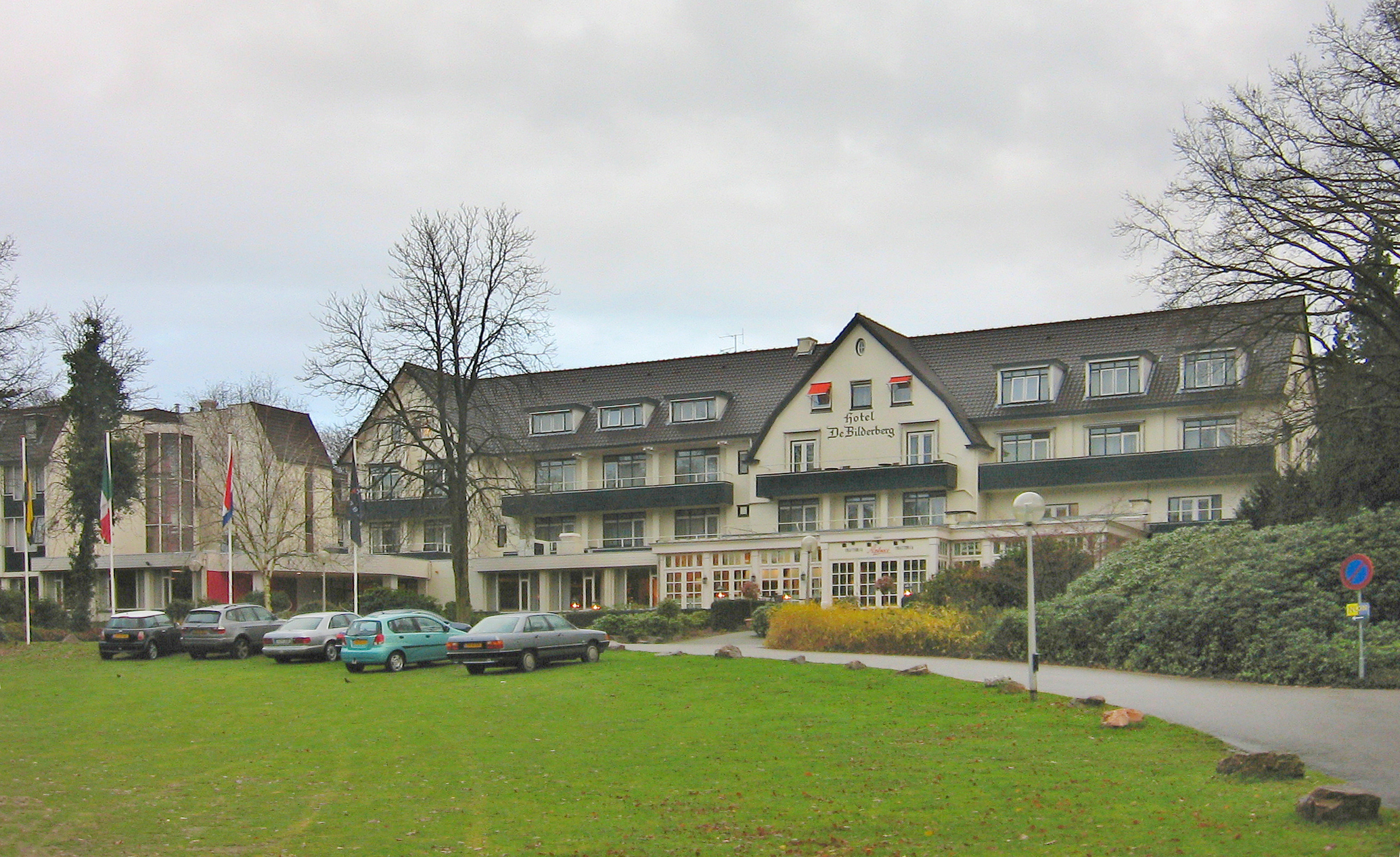
Hotel de Bilderberg w Oosterbeek

Pierwsze spotkanie zorganizowane przez grupę miało miejsce w holenderskim hotelu „Bilderberg” (stąd pochodzi nazwa grupy) w Oosterbeek w maju 1954 roku. Odbyło się z inicjatywy polskiego emigranta i wpływowego europejskiego polityka Józefa Retingera, który zaniepokojony wzrostem antyamerykanizmu w Europie Zachodniej, przekonał do swojego pomysłu holenderskiego księcia Bernharda. Retinger był stałym sekretarzem grupy aż do śmierci w 1960 roku. Celem utworzenia grupy było zbliżenie interesów Europy i Stanów Zjednoczonych w kwestiach gospodarczych, politycznych i obronnych.

## Spotkania
Grupa organizuje konferencje, które odbywają się w obecności wyselekcjonowanych dziennikarzy i polityków lecz zgodnie z obietnicą dyskrecji, nie zdają oni relacji z przebiegu ani treści rozmów. Tym też należy tłumaczyć brak zainteresowania mediów. Na samych spotkaniach obowiązuje tzw. reguła Chatham House zezwalająca na upublicznianie informacji ze spotkań, ale pod warunkiem nieujawniania od kogo pochodzą.
Spotkania mają miejsce w luksusowych hotelach i są chronione przez jednostki służb bezpieczeństwa.
Według uczestników, ze względu na nieformalny charakter, spotkania pozwalają na swobodną wymianę poglądów niezależnie od aktualnych animozji politycznych.

## Udział obywateli Polski w spotkaniach
Do spotkań grupy spośród obywateli Polski zostali zaproszeni:
- Hanna Suchocka, była Prezes Rady Ministrów, późniejsza i ówczesna Minister Sprawiedliwości i Prokurator Generalna, w 1998 roku[3][7];
- Sławomir Sikora, prezes Banku Handlowego, późniejszy członek rady nadzorczej spółki Agora, w 2004 roku[7];
- Andrzej Olechowski, były Minister Finansów oraz Minister Spraw Zagranicznych, w latach 1994, 2004, 2005[3][7];
- Jacek Szwajcowski, prezes Polskiej Grupy Farmaceutycznej, w latach 2004 i 2005[7];
- Aleksander Kwaśniewski, były Prezydent RP, w roku 2008[3][7];
- Jan Vincent-Rostowski, były Minister Finansów oraz wiceprezes Rady Ministrów, w 2012 roku[7][8];
- Radosław Sikorski, Minister Spraw Zagranicznych, członek Komitetu Sterującego Grupy Bilderberg, w latach 2016–2019[9] i 2023–2025[10][11][12],
- Anne Applebaum, nagradzana dziennikarka, członek Council on Foreign Relations, a prywatnie żona Radosława Sikorskiego posiadająca obywatelstwo polskie od 2013 roku, w latach 2015[7][13], 2016[9], 2018[14],
- Grzegorz Hajdarowicz, założyciel i prezes Gremi International, w 2018 roku[6][14].
- Jolanta Pieńkowska, dziennikarka TVN24 i TVN24 BiS, w 2019 roku[15]
- Rafał Trzaskowski, Prezydent Warszawy, w 2019 roku[15]
- Wojciech Kostrzewa, Prezes Polskiej Rady Biznesu, były członek rad nadzorczych TVN S.A. i Canal+ Polska S.A., w 2022, 2023 i 2025 roku[16][10][12]
- Katarzyna Kieli, prezes i dyrektor zarządzająca Warner Bros Discovery Poland oraz dyrektor generalna (później prezes) TVN, w latach 2023–2024[10][11]
- Andrzej Domański, Minister Finansów, w 2024 roku[11]
- Rafał Brzoska, prezes InPost, w 2025 roku[12]

Spotkania odbywały się z inicjatywy polskiego emigranta i europejskiego polityka Józefa Retingera, na stronie internetowej organizacji jest on jednak odnotowany jako reprezentant Wielkiej Brytanii. W spotkaniach grupy uczestniczył również Zbigniew Brzeziński.

## Struktura organizacji
Organizacja składa się z Komitetu Sterującego złożonego z członków wybieranych na 4-letnie kadencje, na czele którego stoi przewodniczący. Obecnie jest nim Henri de Castries. Komitet każdego roku wybiera uczestników, których zaprasza na spotkanie. Spotkania są organizowane w państwach, z których pochodzą członkowie Komitetu i spotkanie w danym państwie jest w całości finansowane przez członków Komitetu z tego państwa. Członkowie Komitetu płacą oprócz tego roczne składki członkowskie, z których finansowany jest sekretariat organizacji.
Rzecznik prasowy Grupy protokolarnie nie jest ujawniany z imienia i nazwiska.
W roku 2018 Komitet Sterujący liczył 35 członków, z czego najliczniejszą 8-osobową grupę reprezentują obywatele Stanów Zjednoczonych. Spośród reprezentacji europejskiej najliczniejsza jest 4-osobowa reprezentacja Włoch.
Członkiem Komitetu Sterującego reprezentującym Polskę jest na 2025 rok prezes Polskiej Rady Biznesu, Wojciech Kostrzewa.

## Teorie spiskowe
Według teorii spiskowych grupa wywodzi się od stowarzyszeń wolnomularskich. Niejawność spotkań i znaczne wpływy posiadane przez zaproszone osoby spowodowały, że niektórzy komentatorzy przypisują członkom Grupy tworzenie nieformalnego rządu światowego. Jednym z propagatorów takich poglądów jest podróżnik i publicysta Wojciech Cejrowski.